# Megalogryllus
Megalogryllus är ett släkte av insekter. Megalogryllus ingår i familjen syrsor.
Kladogram enligt Catalogue of Life:
| Megalogryllus | \| \| Megalogryllus clamosus \| \| \| \| \| \| Megalogryllus molinai \| \| \| \| |
|               | \| \| Megalogryllus clamosus \| \| \| \| \| \| Megalogryllus molinai \| \| \| \| |
|               | Megalogryllus clamosus                                                           |
|               |                                                                                  |
|               | Megalogryllus molinai                                                            |
|               |                                                                                  |